# Theo Brokmann sr.

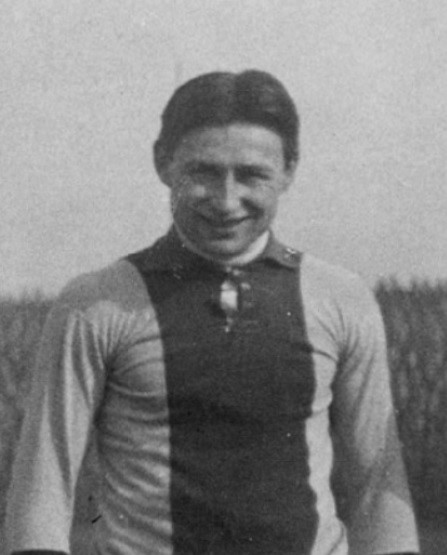

Theodorus Johannes Franciscus (Theo) Brokmann sr. (Amsterdam 19 september 1893 – aldaar 28 augustus 1956) was een Nederlands voetballer.
In 1913 meldde Theo Brokmann zich aan bij AFC Ajax. Datzelfde jaar debuteerde hij in de met 6-1 verloren wedstrijd tegen DFC. Als spits zou hij 175 wedstrijden voor de club spelen en 78 doelpunten maken. Elf seizoenen lang was Brokmann een vaste waarde in het elftal. Voor het Nederlands elftal werd hij slechts eenmaal opgeroepen, hij speelde mee in de met 3-1 gewonnen wedstrijd tegen Zweden in 1919. Hij scoorde hierbij één doelpunt. Deze gelukkige goal via het lichaam van een Zweedse verdediger was het tweede doelpunt in de geschiedenis van een Ajacied voor het Nederlands elftal (even ervoor had Wim Gupffert als eerste Ajacied in de nationale ploeg gescoord).
In 1925 besloot hij een punt te zetten achter zijn actieve loopbaan bij Ajax. Vijf jaar later keerde hij terug als clubbestuurder en hij zou dit bijna tot zijn dood blijven doen. Van 1930 tot 1955 was hij commissaris in het bestuur van de Amsterdamse voetbalclub.
Zijn in 1922 geboren zoon kreeg de naam van zijn vader mee. Theo Brokmann jr. bleek ook over de voetbalkwaliteiten van zijn vader te beschikken. Vader en zoon Brokmann staan met 78 respectievelijk 79 doelpunten in de Hall of Fame van topschutters van Ajax.